# Hong Kong Challenger 1993
L'Hong Kong Challenger 1993 è stato un torneo di tennis facente parte della categoria ATP Challenger Series nell'ambito dell'ATP Challenger Series 1993. Il torneo si è giocato a Hong Kong in Hong Kong dal 6 al 13 dicembre 1993 su campi in cemento.

## Vincitori

### Singolare
David Engel ha battuto in finale  Oliver Fernández che si è ritirato sul punteggio di 6-1, 1-0

### Doppio
Tommy Ho /  Shūzō Matsuoka hanno battuto in finale  Dirk Dier /  Alexander Mronz che si sono ritirati sul punteggio di 2-3